# SN 2006bm
SN 2006bm – supernowa typu Ia odkryta 5 kwietnia 2006 roku w galaktyce A111821+2812. W momencie odkrycia miała maksymalną jasność 18,10m.